# Palazzo Carcassola Grandi
Palazzo Carcassola Grandi è un palazzo storico di Milano situato in via Monte Napoleone 3.

## Storia e descrizione
Il palazzo presenta una sobria ma elegante facciata nel tipico stile neoclassico milanese del primo Ottocento: al piano terra decorato in bugnato liscio sono presenti due portali coronati dal balcone monumentale del piano nobile. Il piano nobile è quindi ornato con finestre con cornici con trabeazione, mentre al secondo piano le finestre non presentano più decorazione. All'interno del palazzo si può ammirare l'originaria struttura quattrocentesca, con lo scalone monumentale con residui di decorazione ad affreschi e graffito, che conducono ad un salone con cassettoni in legno. Nel palazzo abitò Emilio Morosini, patriota del risorgimento italiano.